# Fonologie norštiny
Fonologie norštiny pojednává o výslovnosti, fonetice a fonologii norštiny. Fonologický systém norštiny je podobný švédštině. Na rozdíl od ní má však norština četné dvojhlásky.

## Standardní výslovnost
Standardní výslovností se rozumí výslovnost kodifikovaných standardů bokmålu a nové norštiny. Základem je běžně používaná výslovnost např. ve sdělovacích prostředcích. Připouští se však regionálně zabarvená výslovnost, přičemž výslovnost používaná v jednotlivých regionech je rovnocenná. Standardní výslovnost připouští užívání tzv. „tlustého l“ a přední i zadní výslovnost /r/ způsobem, jakým se používají v jednotlivých nářečích. Rovněž povoluje retroflexní výslovnost skupin /rd, rl, rn, rs, rl/ a vypouštění koncového -d ve skupinách -ld, -nd. (Viz dále.)

## Samohlásky
Systém norských samohlásek je souměrný. Má celkem 18 fonémů – 9 krátkých a 9 dlouhých.
|                | přední         | přední       | přední       | přední | střední | střední | zadní  | zadní |
| nezaokrouhlené | nezaokrouhlené | zaokrouhlené | zaokrouhlené |        | střední | střední | zadní  | zadní |
| dlouhé         | krátké         | dlouhé       | krátké       | dlouhé | krátké  | dlouhé  | krátké |       |
| -------------- | -------------- | ------------ | ------------ | ------ | ------- | ------- | ------ | ----- |
| zavřené        | iː             | ɪ            | yː           | ʏ      | ʉː      | ʉ       | uː     | ʊ     |
| středové       | eː             | ɛ            | øː           | ø      |         |         | ɔː     | ɔ     |
| otevřené       | æː             | æ            |              |        |         |         | ɑː     | ɑ     |

Dvojice fonémů /eː/ ~ /ɛ/ (v písmu reprezentovaných grafémem <e>) se liší nejen svojí délkou, ale i kvalitou. Dlouhé e je zavřenější a napjatější než krátké (v přízvučných slabikách). V nepřízvučných slabikách se /e/ zpravidla vyslovuje redukovaně ə. Nepřízvučné -el, -er je obvykle popisováno jako slabikotvorné [l̩, r̩].
Fonémy /æ, æː/ se vyskytují v přízvučných slabikách, nejčastěji před /r/ (lære [ˈlæːrə], učit se), a to včetně asimilací /rd, rl, rn, rs, rt/. Obvykle jsou tyto hlásky v písmu reprezentovány grafémem <æ>, stejně se však v přízvučných slabikách čte i psané <er>. Výjimkou je např. přítomný čas sloves končících v infinitivu -e (å se – jeg ser [ˈseːr], vidět – vidím) a některá další slova.
Poměrně specifická je pro norštinu (a švédštinu) výslovnost psaného <u> jako zavřená střední zaokrouhlená samohláska /ʉ, ʉː/.
U předních samohlásek je distintivním rysem zaokrouhlenost (labializovanost): /ɪ/ ~ /ʏ/, /yː/ ~ /iː/, /ɛ/ ~ /øː/, /eː/ ~ /øː/.

## Dvojhlásky
Norština má celkem 6 dvojhlásek, vesměs klesavých: /ɛɪ, øʏ, æʉ, ɑɪ, ɔy, ʉɪ/ – zapisované jako <ei, øy, au, ai, oi, ui>. První tři jsou časté, další dvě se vyskytují téměř výhradně v cizích slovech. Poslední se nachází pouze ve třech norských lexémech.
Dvojhláska /ɛɪ/ se často vyslovuje jako [æɪ].

## Souhlásky
Souhláskových fonémů je celkem 18. Mezi fonémy se nepočítají dlouhé douhlásky (viz níže) a hlásky vzniklé v plynulé řeči asimilací.
Explozivy
Mezi explozivní souhlásky patří /b, p, d, t, g, k/.
Fonémy /k, p, t/ jsou ve většině pozic vyslovovány s aspirací (přídechem) [kʰ, pʰ, tʰ], čímž je foneticky zvýrazněna rozdílnost od jejich znělých protějšků /g, b, d/. Před /s/ aspirace není.
Frikativy
Mezi frikativní souhlásky patří /v, f, s, ʃ, ç, h/.
Typicky pro severogermánské jazyky nemají /s/ a /ʃ/ znělé protějšky (z, ʒ), a to ani v rámci spodoby znělosti.
Hláska /ç/ se do češtiny přepisuje jako /č/, ve skutečnosti však nejde o afrikátní afrikátu, ale o frikativu kvalitativně obdobnou německému ich-lautu.
Hláska /h/ je v norštině neznělá. Může se nacházet pouze v počáteční pozici.
Nazály
Nazály jsou následující: /m, n, ŋ/.
Aproximanty
Aproximanta (nelaterální) je jediná: /j/.
Laterály
Laterální souhláska /l/ má v nářečích východního Norska a Trøndelagu má poziční variantu (alofon) [ɽ], tzv. „tlusté l“ , které vzniklo z původní skupiny /rð/ a později se začalo vyslovovat i v dalších pozicích.
Vibranty
Standardně je /r/ kmitavé jako v češtině. Ve skupinách /rd, rl, rn, rs, rt/ obvykle obvykle splývá s následující souhláskou, která se pak se vyslovuje jako retroflexní [ɖ, ɭ, ɳ, ʂ, ʈ] (nejde o samostatné fonémy). Tato asimilace se objevuje i na hranici slov.
V některých nářečích se vyslovuje uvulární [R] („ráčkované“), k asimilaci skupin /rd, rl, rn, rs, rt/ pak nedochází. Nevzniká také ve velmi pečlivé výslovnosti.

## Délka hlásek
V norštině se rozlišují dlouhé a krátké samohlásky. V přízvučných slabikách, které jsou vždy dlouhé, se vyskytují též dlouhé souhlásky. Dlouze se vyslovuje souhláska, která je v písmu zdvojená, nebo první ze skupiny souhlásek na konci přízvučné slabiky. Buď je dlouhá samohláska následována krátkou nebo žádnou souhláskou, nebo po krátké samohlásce následuje dlouhá souhláska (tzv. pravidlo komplementarity délky či slabičná rovnováha). Jiné kombinace nejsou možné. Příklady:
- elske [ˈɛlːskə] – milovat (první ve skupině souhlásek je dlouhá, předcházející samohláska je krátká)
- takk [ˈtɑkː] – děkuji (zdvojená souhláska je dlouhá, předcházející samohláska je krátká)
- tak [ˈtɑːk] – střecha (dlouhá samohláska následovaná jednou souhláskou)
- være [ˈvæːrə] – být (totéž, v otevřené slabice je dlouhá samohláska)
- tro [ˈtruː] – věřit (v otevřené slabice je dlouhá samohláska)

Nepřízvučné slabiky jsou vždy krátké, tj. obsahují pouze krátké samohlásky i souhlásky.

## Melodický přízvuk

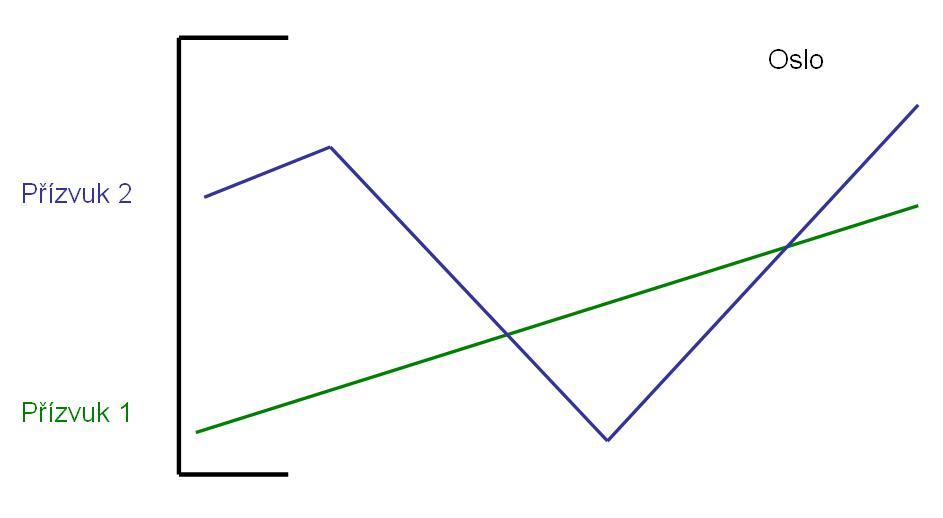
Průběh intonace u dvouslabičných slov (osloský dialekt)

Jako ve všech germánských jazycích se ustálil hlavní přízvuk na kmenové slabice (obvykle první). Stejně jako švédština má i norština melodický přízvuk, který je dvojí. Přízvuk se pojí s intonací a označuje se jako přízvuk I a přízvuk II (resp. akcent I a akcent II). Slova s přízvukem I mají stoupavou intonaci (tzv. 1. intonace). Přízvuk II mohou mít jen slova nejméně dvouslabičná. Intonace u těchto slov na přízvučné slabice klesá, následující slabika je však vyslovena s tónem vyšším (tzv. 2. intonace). Melodický přízvuk je charakteristickým rysem norské prozódie („zpěv“).
Tyto přízvuky mají i fonogickou funkci, tj. rozlišují i slova jinak homofonní, např.:
- skriver s přízvukem I je přítomný čas slovesa å skrive (psát), s přízvukem II znamená písař;
- bønder (mn. č. od bonde, sedlák) má přízvuk I, bønner (mn. č. od bønne, fazole, bob) má přízvuk II.

Pravidla pro používání přízvuku I a II jsou komplikovaná a mají velké množství výjimek. Použití se rovněž liší i v jednotlivých regionech.

## Fonologické rozdíly mezi spisovnými standardy
Oba spisovné standardy norštiny (bokmål a nynorsk) se od sebe liší nejen ve slovní zásobě a v mluvnických jevech, ale také v hláskové stavbě. Pravidelné změny, které nacházíme v mnoha slovech, jsou tyto:
| bokmål   | nynorsk  | příklad               | česky          |
| -------- | -------- | --------------------- | -------------- |
| e /ɛː/   | ei /ɛɪ/  | flere – fleire        | několik        |
| ø /ø(ː)/ | au /æʉ/  | øst – aust rød – raud | východ červený |
| o /uː/   | u /ʉː/   | bo – bu               | bydlet         |
| hv- /v/  | kv- /kv/ | hva – kva             | co             |

V gramatických koncovkách, kde se mohou vyskytovat pouze nepřízvučné krátké samohlásky, je v bokmålu nejčastější samohláskou e [ə] (jako v dánštině), méně často též a. Nynorsk má často a na místě e v bokmålu (jako ve švédštině) a připouští i další samohlásky. Díky tomu má bohatší a složitější systém ohýbání. (Příklady v článku Norská gramatika.)